# Sing-A-Longs and Lullabies for the film Curious George
Albums de Jack Johnson
In Between Dreams
(2005) Sleep Through the Static
(2008)
Sing-A-Longs and Lullabies for the Film Curious George est une bande son enregistrée par Jack Johnson et ses amis en 2006 pour le film Georges le petit curieux. Ont participé à cet enregistrement aux côtés de Jack Johnson Adam Topol, Ben Harper, G. Love, Kawika Kahiapo, Matt Costa, Merlo Podlewski et Zach Gill.
L'album a été vendu à plus de 3 millions d'exemplaires depuis février 2006[réf. nécessaire].

## Liste des titres
| No  | Titre                     | Durée |
| --- | ------------------------- | ----- |
| 1.  | Upside Down               | 3:30  |
| 2.  | Broken                    | 3:57  |
| 3.  | People Watching           | 3:23  |
| 4.  | Wrong Turn                | 3:09  |
| 5.  | Talk of the Town          | 3:26  |
| 6.  | Jungle Gym                | 2:27  |
| 7.  | We're Going to Be Friends | 2:24  |
| 8.  | The Sharing Song          | 2:48  |
| 9.  | The 3 R's                 | 2:57  |
| 10. | Lullaby                   | 2:49  |
| 11. | With My Own Two Hands     | 3:07  |
| 12. | Questions                 | 4:12  |
| 13. | Supposed to Be            | 2:59  |

## Participations
- Jack Johnson – chant, guitare, ukulele
- Adam Topol – percussions
- Merlo Podlewski – basse
- Zach Gill – chant
- Ben Harper – chant, guitare
- G. Love – chant, guitare, harmonica
- Matt Costa – chant, guitare
- Kawika Kahiapo – guitare
- Chœur d'enfants – Baillie, Kayla, Jaclyn, Torin, John, Noa, Kona, Moe, Thatcher, Brooke, Tahnei

## Certifications
| Pays                    | Certification |
| ----------------------- | ------------- |
| Australie (ARIA)        | Platine       |
| Danemark (IFPI)         | Or            |
| États-Unis (RIAA)       | Platine       |
| Nouvelle-Zélande (RMNZ) | Platine       |
| Royaume-Uni (BPI)       | Or            |
| Suisse (IFPI)           | Platine       |